# Aleš Kačičnik
Aleš Kačičnik (Celje, 28 settembre 1973) è un ex calciatore sloveno, di ruolo difensore.

## Palmarès

### Club

#### Competizioni nazionali
- Campionato sloveno: 1

Maribor: 2000-2001